# Geranomyia diversa
Geranomyia diversa là một loài ruồi trong họ Limoniidae. Chúng phân bố ở miền Tân bắc.